# تشارلز روزا
تشارلز روزا (بالإنجليزية: Charles Rosa)‏ هو فنان قتال مختلط أمريكي، ولد في 24 أغسطس 1986 في بيبودي في الولايات المتحدة.

## وصلات خارجية
- تشارلز روزا على موقع يو إف سي (الإنجليزية)
- تشارلز روزا على موقع شيردوغ (الإنجليزية)
- تشارلز روزا على موقع Tapology.com (الإنجليزية)
- تشارلز روزا على موقع IMDb (الإنجليزية)